# Étienne Wasserzug
Étienne Wasserzug , né le 8 janvier 1860 à Motal et mort en mars 1888 à Paris, est un biologiste français d'origine polonaise.

## Biographie
Étienne Wasserzug est né à Motal dans l'Empire russe (en Biélorussie depuis l'indépendance de ce pays). Ses parents sont polonais.   
En 1863, après la défaite de l'insurrection polonaise contre la Russie, son père, Eugen Wasserzug, médecin, est condamné à mort ; il réussit à s'échapper avec sa famille et trouve refuge à Neuchâtel (Suisse), puis, avec l'un de ses enfants, Étienne, en France à Lons-le-Saunier dans le Jura. Étienne ne reverra jamais le reste de sa famille . 
Son père s'engage comme médecin militaire dans l'armée française lors de la guerre franco-allemande de 1870. Après la guerre, déçu de l'attitude de l'administration française, il laisse Étienne aux soins d'une femme qu'il avait guérie et émigre en Argentine en 1874 ,. 
Étienne Wasserzug est précepteur de 1877 à 1879 dans une riche famille hongroise à Budapest ; il rentre en France en 1880, occupe un poste de maître d'études au lycée de Besançon, puis au collège de Salins-les-Bains dans le Jura ; il obtient le baccalauréat ès lettres, poursuit ses études à Paris au lycée Saint-Louis ; en 1882, il obtient le baccalauréat ès sciences et réussit le concours d'entrée à l'École normale supérieure, où il entre dans la section d'histoire naturelle. Il y rencontre notamment Pierre Duhem .
En 1883, il est naturalisé français. 
En 1885, il est préparateur dans le laboratoire de Louis Pasteur à l'École normale supérieure ; il y travaille en microbiologie, sur la production de l'invertase chez quelques champignons microscopiques et sur une bactérie Pseudomonas aeruginosa (connue sous le nom de bacille pyocyanique) . Il montre que l’on peut faire varier la morphologie de certains micro-organismes en fonction des paramètres du milieu de culture . Wasserzug parle couramment anglais, allemand, italien, hongrois et espagnol, et lit le russe ; c'est lui qui accueille les chercheurs et les malades étrangers venus étudier ou suivre le traitement antirabique . Il est membre de la Société botanique de France .
Il meurt à Paris à l'âge de 28 ans en mars 1888 d'une fièvre scarlatine, veillé par Alexandre Yersin qui lui ferme les yeux. Louis Pasteur prononce un discours lors de ses funérailles le 1er avril 1888.

## Publications scientifiques
- Anton de Bary, Leçons sur les bactéries traduites et annotées par M. Wasserzug, Masson, 1886, 324 p. (lire en ligne), traduction de Vorlesungen über Bakterien, Leipzig, W. Engelmann, 1885.
- « Variations durables de la forme et de la fonction chez les bactéries », Annales de l’Institut Pasteur, II, 1888, p. 153-157.

## Autres sites
- Ressources relatives à la recherche :   - Biodiversity Heritage Library
  - Institut Pasteur